# Mouhamed Gueye
Mouhamed Gueye (Dakar, 9 de noviembre de 2002) es un baloncestista senegalés que pertenece a la plantilla de los Atlanta Hawks de la NBA. Con 2,08 metros de estatura, juega en la posición de ala-pívot.

## Trayectoria deportiva

### Universidad
Jugó dos temporadas con los Cougars de la Universidad Estatal de Washington, en las que promedió 10,7 puntos, 6,7 rebotes y 1,2 asistencias por partido. En su primera temporada fue incluido en el mejor quinteto freshman de la Pac-12 Conference, mientras que en la segunda lo fue en el mejor quinteto absoluto.
El 4 de abril de 2023 se declaró elegible en el draft de la NBA, renunciando así al resto de su carrera universitaria.

#### Estadísticas
| Año     | Equipo           | PJ | PT | MPP  | %TC  | %3P  | %TL  | RPP | APP | ROB | TPP | PPP  |
| ------- | ---------------- | -- | -- | ---- | ---- | ---- | ---- | --- | --- | --- | --- | ---- |
| 2021–22 | Washington State | 35 | 33 | 21.9 | .491 | .280 | .493 | 5.2 | .5  | .8  | .9  | 7.4  |
| 2022–23 | Washington State | 33 | 33 | 32.1 | .488 | .275 | .674 | 8.4 | 1.9 | .8  | .8  | 14.3 |
| Total   | Total            | 68 | 66 | 26.9 | .489 | .277 | .613 | 6.7 | 1.2 | .8  | .9  | 10.7 |

### Profesional
Fue elegido en la trigésimo novena posición del Draft de la NBA de 2023 por los Charlotte Hornets, pero sus derechos fueron traspasados esa misma noche a los Boston Celtics, y de ahí a los Atlanta Hawks. El 3 de julio firmó contrato con los Hawks.

## Estadísticas de su carrera en la NBA

### Temporada regular
| Año     | Equipo  | PJ | PT | MPP  | %TC  | %3P  | %TL  | RPP | APP | ROB | TPP | PPP |
| ------- | ------- | -- | -- | ---- | ---- | ---- | ---- | --- | --- | --- | --- | --- |
| 2023-24 | Atlanta | 6  | 0  | 12.1 | .348 | .333 | .833 | 3.7 | .7  | .8  | .7  | 4.0 |
| 2024-25 | Atlanta | 33 | 28 | 16.2 | .421 | .259 | .762 | 4.2 | .8  | .8  | 1.0 | 6.0 |
| Total   | Total   | 39 | 28 | 15.5 | .412 | .267 | .771 | 4.1 | .8  | .8  | .9  | 5.7 |